# Port lotniczy Kapan
Port lotniczy Kapan – port lotniczy położony w mieście Kapan w Armenii.

## Linie lotnicze i połączenia
| Linia Lotnicza | Kierunek  |
| -------------- | --------- |
| Novair         | 1. Erywań |